# Zoji La
Der Zoji La ist ein Gebirgspass im westlichen Himalaya zwischen den indischen Unionsterritorien Jammu und Kashmir und Ladakh im Nordwesten Indiens.
Er verbindet das Kaschmirtal und die Quellgebiete des Sind (im Einzugsgebiet des Jhelam) im Westen mit Ladakh und dem Tal des Dras (im Einzugsgebiet des Suru) im Osten. Über den 3528 m hohen Pass führt der National Highway 1D von Srinagar im Kaschmirtal nach Dras, Kargil und Leh in Ladakh im Osten. 
Schneefall blockiert den Zoji La für ungefähr sechs Monate im Jahr von Mitte November bis Anfang Juni. Im Frühjahr räumt die Border Roads Organisation (BRO) den Schnee und beseitigt Straßenschäden, die durch Erdrutsche verursacht wurden. Auf dem Zoji La fielen 2008 ungefähr 18 m Schnee.
Ein 14,2 km langer Straßentunnel als ganzjährig nutzbare und sichere Verkehrsverbindung ist seit 2020 in Bau.
Im ersten Indisch-Pakistanischen Krieg von 1947/48 war die Region und insbesondere der Pass Schauplatz heftiger Kämpfe.